# پلاگیا دنیلووا
پلاگیا دنیلووا (روسی: Пелагея Александровна Данилова؛ ۴ مه ۱۹۱۸ – ۳۱ ژوئیهٔ ۲۰۰۱) ژیمناست هنری اهل روسیه بود.
وی در مسابقات کشوری و بین‌المللی در مجموع برندهٔ ۲ مدال طلا، ۱ مدال نقره شده‌است.